# خربة العسل
خربة العسل قرية سوريّة تتبع إداريّاً لمحافظة حلب منطقة عين العرب ناحية مركز عين العرب، بلغ تعداد سكانها 24 نسمة حسب التعداد السكاني لعام 2004.